# Wioślarstwo na Letnich Igrzyskach Olimpijskich 1952 – dwójka bez sternika
Rywalizacja w dwójkach bez sternika mężczyzn w wioślarstwie na Letnich Igrzyskach Olimpijskich 1952 rozgrywana była między 20 a 23 lipca 1952 na torze regatowym w Meilahti w Helsinkach. Wystartowało 16 osad z 16 krajów.

## Terminarz
| Data          | Godzina |           |
| ------------- | ------- | --------- |
| 20 lipca 1952 |         | Runda 1   |
| 21 lipca 1952 | 09:00   | Repasaże  |
| 21 lipca 1952 | 16:00   | Półfinały |
| 22 lipca 1952 | 09:00   | Repasaże  |
| 23 lipca 1952 | 16:30   | Finał     |

## Format
W rundzie 1 rozegrano cztery wyścigi, z których dwie pierwsze osady awansowały do półfinału, pozostałe zaś do repasaży. Z dwóch wyścigów repasażowych zwycięzcy każdego wyścigu awansowali do drugiej rundy repasaży, a pozostałe osady odpadały z rywalizacji. Z dwóch wyścigów półfinałowych zwycięzcy awansowali do finału, pozostałe osady awansowały do repasaży (druga runda). Z trzech wyścigów repasażowych tylko zwycięzcy awansowali do finału.

## Wyniki

### Runda 1
Bieg 1
| Miejsce | Narodowość        | Zawodnicy                           | Czas   | Kwal. |
| ------- | ----------------- | ----------------------------------- | ------ | ----- |
| 1.      | Szwajcaria        | Kurt Schmid Hans Kalt               | 7:46,0 | Q     |
| 2.      | Wielka Brytania   | David Callender Christopher Davidge | 7:47,0 | Q     |
| 3.      | Belgia            | Michel Knuysen Bob Baetens          | 7:48,9 |       |
| 4.      | Stany Zjednoczone | Charlie Logg Tom Price              | 7:50,7 |       |

Bieg 2
| Miejsce | Narodowość | Zawodnicy                          | Czas   | Kwal. |
| ------- | ---------- | ---------------------------------- | ------ | ----- |
| 1.      | Australia  | Don Palmer Vic Middleton           | 8:06,4 | Q     |
| 2.      | Dania      | Bent Jensen Palle Tillisch         | 8:13,3 | Q     |
| 3.      | Włochy     | Bruno Gamba Antonio Saverio        | 9:21,2 |       |
| 4.      | Polska     | Jan Świątkowski Stanisław Wieśniak | DSQ    |       |

Bieg 3
| Miejsce | Narodowość        | Zawodnicy                         | Czas   | Kwal. |
| ------- | ----------------- | --------------------------------- | ------ | ----- |
| 1.      | Holandia          | Ben Binnendijk Carl Kuntze        | 8:00,4 | Q     |
| 2.      | Argentyna         | Alberto Madero Óscar Almirón      | 8:02,2 | Q     |
| 3.      | Protektorat Saary | Klaus Hahn Herbert Kesel          | 8:09,5 |       |
| 4.      | ZSRR              | Michaił Płaksin Wasilij Bagriecow | 8:12,3 |       |

Bieg 4
| Miejsce | Narodowość | Zawodnicy                           | Czas   | Kwal. |
| ------- | ---------- | ----------------------------------- | ------ | ----- |
| 1.      | Szwecja    | Bernt Torberntsson Evert Gunnarsson | 7:54,5 | Q     |
| 2.      | Francja    | Jean-Pierre Souche René Guissart    | 7:59,9 | Q     |
| 3.      | Niemcy     | Heinz Renneberg Heinz Eichholz      | 8:03,3 |       |
| 4.      | Finlandia  | Stig Winter Bengt Ahlström          | 8:06,7 |       |

### Repasaże
Bieg 1
| Miejsce | Narodowość | Zawodnicy                         | Czas   | Kwal. |
| ------- | ---------- | --------------------------------- | ------ | ----- |
| 1.      | Belgia     | Michel Knuysen Bob Baetens        | 7:22,8 | Q     |
| 2.      | ZSRR       | Michaił Płaksin Wasilij Bagriecow | 7:31,9 |       |
| 3.      | Włochy     | Bruno Gamba Antonio Saverio       | 7:43,4 |       |
| 4.      | Finlandia  | Stig Winter Bengt Ahlström        | 7:47,9 |       |

Bieg 2
| Miejsce | Narodowość        | Zawodnicy                          | Czas   | Kwal. |
| ------- | ----------------- | ---------------------------------- | ------ | ----- |
| 1.      | Stany Zjednoczone | Charlie Logg Tom Price             | 7:28,4 | Q     |
| 2.      | Polska            | Jan Świątkowski Stanisław Wieśniak | 7:39,7 |       |
| -       | Protektorat Saary | Klaus Hahn Herbert Kesel           | DNF    |       |
| -       | Niemcy            | Heinz Renneberg Heinz Eichholz     | DSQ    |       |

### Półfinały
Bieg 1
| Miejsce | Narodowość | Zawodnicy                        | Czas    | Kwal. |
| ------- | ---------- | -------------------------------- | ------- | ----- |
| 1.      | Szwajcaria | Kurt Schmid Hans Kalt            | 7:37,7  | Q     |
| 2.      | Australia  | Don Palmer Vic Middleton         | 7:46,8, |       |
| 3.      | Francja    | Jean-Pierre Souche René Guissart | 7:54,7  |       |
| 4.      | Argentyna  | Alberto Madero Óscar Almirón     | 7:59,8  |       |

Bieg 2
| Miejsce | Narodowość      | Zawodnicy                           | Czas   | Kwal. |
| ------- | --------------- | ----------------------------------- | ------ | ----- |
| 1.      | Wielka Brytania | David Callender Christopher Davidge | 7:45,6 | Q     |
| 2.      | Holandia        | Ben Binnendijk Carl Kuntze          | 7:53,2 |       |
| 3.      | Szwecja         | Bernt Torberntsson Evert Gunnarsson | 8:07,5 |       |
| 4.      | Dania           | Bent Jensen Palle Tillisch          | 8:15,7 |       |

### Druga runda repasaży
Bieg 1
| Miejsce | Narodowość        | Zawodnicy                  | Czas   | Kwal. |
| ------- | ----------------- | -------------------------- | ------ | ----- |
| 1.      | Stany Zjednoczone | Charlie Logg Tom Price     | 7:36,2 | Q     |
| 2.      | Dania             | Bent Jensen Palle Tillisch | 7:47,1 |       |
| 3.      | Australia         | Don Palmer Vic Middleton   | 7:50,5 |       |

Bieg 2
| Miejsce | Narodowość | Zawodnicy                    | Czas   | Kwal. |
| ------- | ---------- | ---------------------------- | ------ | ----- |
| 1.      | Belgia     | Michel Knuysen Bob Baetens   | 7:35,0 | Q     |
| 2.      | Argentyna  | Alberto Madero Óscar Almirón | 7:41,0 |       |
| 3.      | Holandia   | Ben Binnendijk Carl Kuntze   | 7:44,7 |       |

Bieg 3
| Miejsce | Narodowość | Zawodnicy                           | Czas   | Kwal. |
| ------- | ---------- | ----------------------------------- | ------ | ----- |
| 1.      | Francja    | Jean-Pierre Souche René Guissart    | 7:57,1 | Q     |
| 2.      | Szwecja    | Bernt Torberntsson Evert Gunnarsson | 7:58,6 |       |

### Finał
| Miejsce | Narodowość        | Zawodnicy                           | Czas   |
| ------- | ----------------- | ----------------------------------- | ------ |
| złoto   | Stany Zjednoczone | Charlie Logg Tom Price              | 8:20,7 |
| srebro  | Belgia            | Michel Knuysen Bob Baetens          | 8:23,5 |
| brąz    | Szwajcaria        | Kurt Schmid Hans Kalt               | 8:32,7 |
| 4.      | Wielka Brytania   | David Callender Christopher Davidge | 8:37,4 |
| 5.      | Francja           | Jean-Pierre Souche René Guissart    | 8:48,8 |